# Myricétine
La myricétine ou myricétol est un composé organique de la famille des flavonols, naturellement présent dans de nombreux types de végétaux, et en particulier dans le raisin et les baies. Les noix sont aussi une source alimentaire riche en myricétine. 
La myricétine est aussi naturellement présente sous forme d'hétéroside comme la myricitrine.

## Propriétés biomédicales
La myricétine possède des propriétés antioxydantes et anti-inflammatoires.
Des recherches in vitro tendraient à prouver que la myricétine et la gossypétine en grande concentration peuvent modifier le taux de LDL en permettant aux macrophages de mieux les abosrber.  Une étude finlandaise lie une forte consommation de myricétine avec un plus faible taux de cancer de la prostate.
Une autre étude sur 8 ans a montré que 3 flavonols (le kaempférol, la quercétine, et la myricétine) réduisent les risques de cancer du pancréas de 23 % .
La myricétine protège significativement contre l'inflammation dans les cellules endothéliales des microvaisseaux cérébraux humains en diminuant le nombre de cytokines pro-inflammatoires (TNF-α, l'IL-1β et l'IL-6).